# Discospermum whitfordii
Discospermum whitfordii är en måreväxtart som först beskrevs av Adolph Daniel Edward Elmer, och fick sitt nu gällande namn av Syed Javed Ali och Elmar Robbrecht. Discospermum whitfordii ingår i släktet Discospermum och familjen måreväxter.
Artens utbredningsområde är Filippinerna. Inga underarter finns listade i Catalogue of Life.